# Hooray for Boobies
Hooray for Boobies è il terzo album in studio del gruppo musicale statunitense Bloodhound Gang, pubblicato il 4 ottobre 1999 dalla Interscope Records.

## Tracce
Testi e musiche di Jimmy Pop, eccetto dove indicato.
1. I Hope You Die – 3:41
2. The Inevitable Return of the Great White Dope – 4:02
3. Mama's Boy (Skit) – 0:34
4. Three Point One Four – 3:55
5. Mope – 4:36 (Jimmy Pop, Johann Hölzel, Peter Gill, Holly Johnson, Brian Nash, Mark O'Toole, James Hetfield, Lars Ulrich, Cliff Burton)
6. Yummy Down on This – 3:49 (Jimmy Pop, Lüpüs Thünder, Darrin "Dangerous" Pfeiffer)
7. The Ballad of Chasey Lain – 2:21
8. R.S.V.P. (Skit) – 0:15
9. Magna Cum Nada – 4:00
10. The Bad Touch – 4:20
11. That Cough Came with a Prize (Skit) – 0:14
12. Take the Long Way Home – 3:07
13. Hell Yeah – 5:02
14. Right Turn Clyde – 5:24 (Jimmy Pop, Roger Waters)
15. This Is Stupid (Skit) – 0:10
16. A Lap Dance Is So Much Better When the Stripper Is Crying (Skit) – 5:37
17. The Ten Coolest Things About New Jersey – 0:10
18. Along Comes Mary – 3:25 (Tandyn Almer)
19. Studio Bullshit – 3:37 – Traccia fantasma

## Formazione
- Jimmy Pop – voce, chitarra, tastiere, campionatore, produzione
- Lüpüs Thünder – chitarra, programmazione
- Spanky G – batteria
- Evil Jared – basso
- DJ Q-Ball – voce, giradischi, tastiere, programmazione

## Classifiche

### Classifiche settimanali
| Classifica (1999-21) | Posizione massima |
| -------------------- | ----------------- |
| Australia            | 38                |
| Austria              | 1                 |
| Belgio (Fiandre)     | 22                |
| Canada               | 6                 |
| Europa               | 5                 |
| Finlandia            | 3                 |
| Germania             | 1                 |
| Grecia               | 75                |
| Irlanda              | 57                |
| Norvegia             | 16                |
| Nuova Zelanda        | 5                 |
| Paesi Bassi          | 58                |
| Regno Unito          | 37                |
| Stati Uniti          | 14                |
| Svezia               | 19                |
| Svizzera             | 2                 |
| Ungheria             | 26                |

### Classifiche di fine anno
| Classifica (1999) | Posizione |
| ----------------- | --------- |
| Austria           | 16        |
| Germania          | 13        |
| Classifica (2000) | Posizione |
| Austria           | 27        |
| Belgio (Fiandre)  | 58        |
| Germania          | 24        |
| Stati Uniti       | 74        |
| Svizzera          | 72        |